# 寺尾智沙
寺尾 智沙（てらお ちさ、1917年（大正6年）3月6日 - 1967年（昭和42年）11月14日）は、昭和期の作詞家。本名：寺尾 富子。

## 経歴
広島県出身。父は日本画家の寺尾通夫。
ラジオ歌謡の「白い花の咲く頃」、「リラの花咲く頃」などを作詞した。夫は作曲家の田村しげるで、「白い花の咲く頃」は夫との共作である。娘は女優の田村奈巳。
| スタブアイコン | サブスタブ | この項目は、まだ閲覧者の調べものの参照としては役立たない、音楽関係者（バンド等）に関連した書きかけの項目です。この項目を加筆・訂正などしてくださる協力者を求めています（P:音楽/PJ:芸能人）。 |